# Куп СФР Југославије у рагбију 1975.
Куп СФР Југославије у рагбију 1975. је било 16. издање Купа комунистичке Југославије у рагбију. Играло се по правилима рагбија 15. 
Трофеј је освојио Динамо.
Финале
| Рагби клуб Динамо Панчево | 3 – 0 | Рагби клуб Нада Сплит |
| ------------------------- | ----- | --------------------- |
|                           |       |                       |

| Освајач купа Југославије у рагбију 1975. |
| ---------------------------------------- |
| Рагби клуб Динамо Панчево 2. трофеј      |